# 马尔盖纳克
马尔盖纳克（法語：Malguénac，法語發音：[malɡenak]）是法国莫尔比昂省的一个市镇，属于蓬蒂维区。

## 地理
马尔盖纳克（48°4'50"N, 3°3'5"W）面积38.45 平方千米，位于法国布列塔尼大區莫尔比昂省，该省份为法国西北部沿海省份，位于布列塔尼半岛南部，北起阿摩尔滨海省、西接菲尼斯泰尔省，南濒大西洋，东南接大西洋卢瓦尔省，东临伊勒-维莱讷省。
与马尔盖纳克接壤的市镇（或旧市镇、城区）包括：克莱盖雷克、蓬蒂维、勒苏恩、盖恩、塞格利安。
马尔盖纳克的时区为UTC+01:00、UTC+02:00（夏令时）。

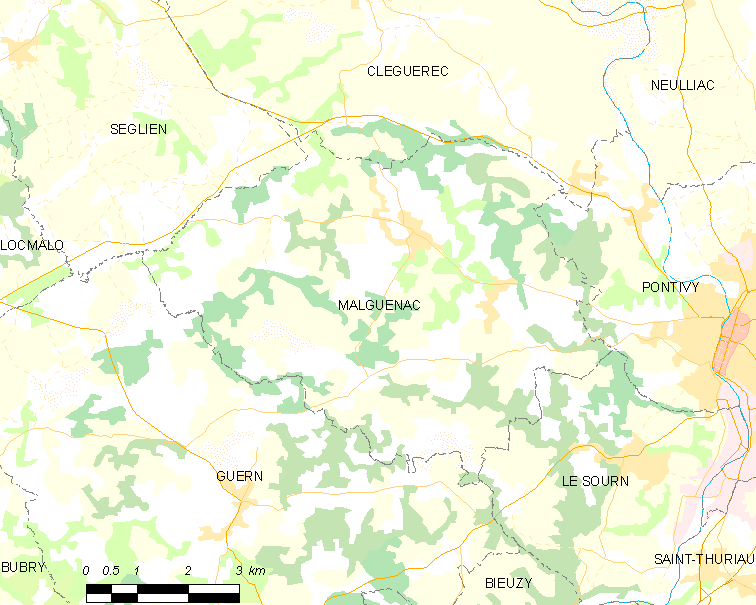
马尔盖纳克的OSM定位图

## 行政
马尔盖纳克的邮政编码为56300，INSEE市镇编码为56125。

## 政治
马尔盖纳克所属的省级选区为古兰县。

## 人口

1962-2008年间马尔盖纳克人口变化图示

马尔盖纳克于2022年1月1日时的人口数量为1849人。